# Emily Bausback
Emily Bausback (ur. 24 lipca 2002 w Vancouver) – kanadyjska łyżwiarka figurowa, startująca w konkurencji solistek. Uczestniczka mistrzostw czterech kontynentów oraz mistrzyni Kanady (2020).

## Osiągnięcia
| Zawody                                | 15–16          | 16–17          | 17–18          | 18–19          | 19–20          | 20–21          | 21–22          |                |                |                |                |                |                |                |                |                |                |
| Międzynarodowe                        | Międzynarodowe | Międzynarodowe | Międzynarodowe | Międzynarodowe | Międzynarodowe | Międzynarodowe | Międzynarodowe | Międzynarodowe | Międzynarodowe | Międzynarodowe | Międzynarodowe | Międzynarodowe | Międzynarodowe | Międzynarodowe | Międzynarodowe | Międzynarodowe | Międzynarodowe |
| ------------------------------------- | -------------- | -------------- | -------------- | -------------- | -------------- | -------------- | -------------- | -------------- | -------------- | -------------- | -------------- | -------------- | -------------- | -------------- | -------------- | -------------- | -------------- |
| Mistrzostwa świata                    |                |                |                |                | C              | 27             |                |                |                |                |                |                |                |                |                |                |                |
| Mistrzostwa czterech kontynentów      |                |                |                |                | 15             |                |                |                |                |                |                |                |                |                |                |                |                |
| GP Skate Canada International         |                |                |                |                |                | C              | 11             |                |                |                |                |                |                |                |                |                |                |
| CS Ice Challenge                      |                |                |                |                |                |                | 7              |                |                |                |                |                |                |                |                |                |                |
| CS Warsaw Cup                         |                |                |                |                | 6              |                |                |                |                |                |                |                |                |                |                |                |                |
| CS Autumn Classic International       |                |                |                |                |                |                | 7              |                |                |                |                |                |                |                |                |                |                |
| International Challenge Cup           |                |                |                |                | 11             |                |                |                |                |                |                |                |                |                |                |                |                |
| Międzynarodowe: Kategorie młodzieżowe |                |                |                |                |                |                |                |                |                |                |                |                |                |                |                |                |                |
| Mistrzostwa świata juniorów           |                |                |                |                | WD             |                |                |                |                |                |                |                |                |                |                |                |                |
| JGP w Chorwacji                       |                |                | 11             |                |                |                |                |                |                |                |                |                |                |                |                |                |                |
| JGP w Estonii                         |                | 13             |                |                |                |                |                |                |                |                |                |                |                |                |                |                |                |
| JGP w Japonii                         |                | 10             |                |                |                |                |                |                |                |                |                |                |                |                |                |                |                |
| JGP na Litwie                         |                |                |                | 12             |                |                |                |                |                |                |                |                |                |                |                |                |                |
| JGP w Stanach Zjednoczonych           |                |                |                |                | 6              |                |                |                |                |                |                |                |                |                |                |                |                |
| Krajowe                               |                |                |                |                |                |                |                |                |                |                |                |                |                |                |                |                |                |
| Mistrzostwa Kanady                    | 7 N            | 2 J            | WD             | 10             | 1              | C              | 9              |                |                |                |                |                |                |                |                |                |                |
| SC Challenge                          | 12 N           | 2 J            | 5              | 13             | 5              | 8              |                |                |                |                |                |                |                |                |                |                |                |

## Programy
| Sezon   | Program krótki (SP)                                                           | Program dowolny (FS)                                                                                         |
| ------- | ----------------------------------------------------------------------------- | --- |

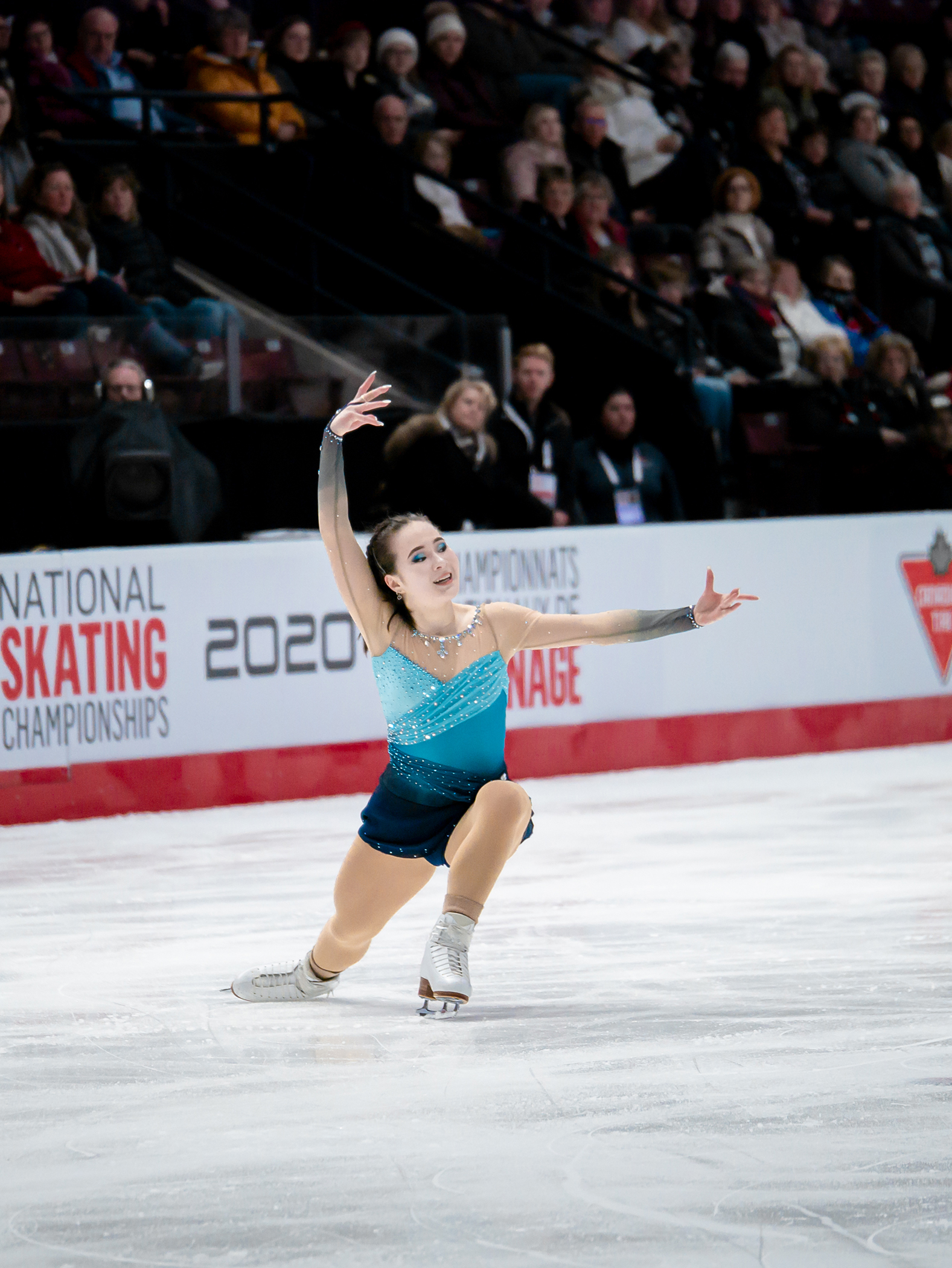
Program krótki Everywhere (Mistrzostwa Kanady 2020)

| 2020–21 | - The One I Love – Ellen Krauss                                               | - Alla Notte (Adagio) – Miriam Stockley                                                                      |
| 2019–20 | - Everywhere – Vapor RMW, Emily Patrick, oryg. Fleetwood Mac                  | - My Heart Will Go On – Julia Westlin, oryg. Celine Dion                                                     |
| 2018–19 | - I'm A-Doun For Lack O'Johnny (Scottish Fantasy) – Vanessa Mae               | - Kung Fu Piano: Cello Ascends – The Piano Guys                                                              |
| 2017–18 | - Retour à la maison – Wojciech Kilar                                         | - Kung Fu Piano: Cello Ascends – The Piano Guys                                                              |
| 2016–17 | - Retour à la maison – Wojciech Kilar choreografia:Joanne McLeod, Mark Pillay | - Hip Hip Chin Chin – Club des Belugas - U Plavu Zoru – Pink Martini choreografia:Joanne McLeod, Mark Pillay |